# Sophia van Brunswijk-Lüneburg

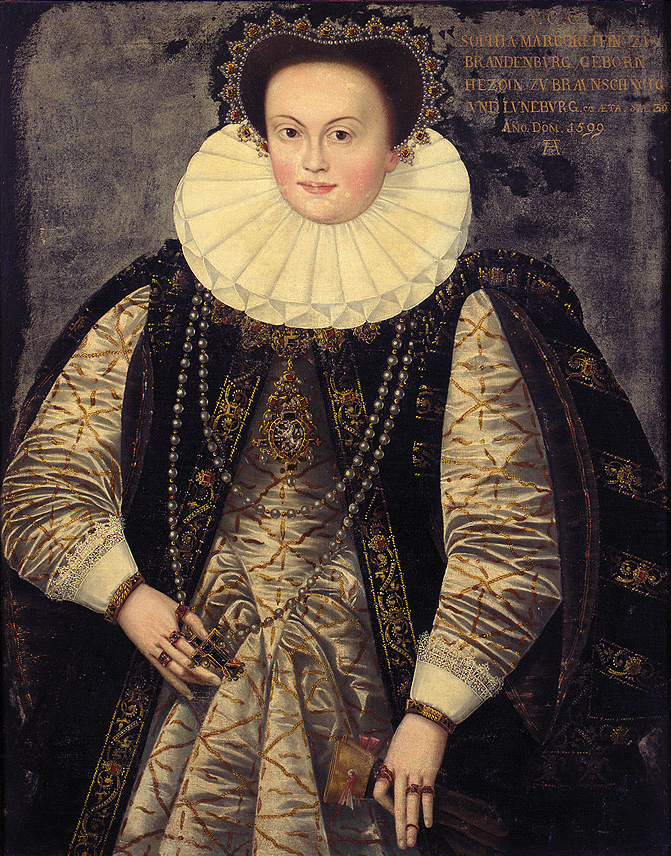
Sophia van Brunswijk-Lüneburg.

Sophia van Brunswijk-Lüneburg (Celle, 30 oktober 1563 – Neurenberg, 14 januari 1639) was van 1579 tot 1603 markgravin van Brandenburg-Ansbach en Brandenburg-Kulmbach en hertogin van Jägerndorf. Ze behoorde tot het Nieuwere Huis Lüneburg.

## Levensloop
Sophia was de oudste dochter van hertog Willem de Jongere van Brunswijk-Lüneburg en diens echtgenote Dorothea, dochter van koning Christiaan III van Denemarken.
Op 3 mei 1579 huwde ze in Dresden met markgraaf George Frederik van Brandenburg-Ansbach, die markgraaf van Brandenburg-Ansbach en Brandenburg-Kulmbach, hertog van Jägerndorf en regent van het hertogdom Pruisen was. Het huwelijk bleef kinderloos. Sophia's kinderloosheid motiveerde George Frederik om zijn politieke belangen richting het volledige huis Hohenzollern uit te breiden. 
Na het overlijden van haar echtgenoot in 1603 keerde Sophia terug naar haar familie in Brunswijk-Lüneburg. Ze verbleef voortaan grotendeels in Neurenberg, samen met haar zussen Clara, gravin van Schwarzburg, en Sibylle, hertog van Brunswijk-Dannenberg. Sophia overleefde haar echtgenoot 36 jaar en stierf in januari 1639 op 75-jarige leeftijd in Neurenberg. Ze werd bijgezet in de Sint-Laurentiuskerk van de stad.